# ヘルツェブロック＝クラールホルツ
ヘルツェブロック＝クラールホルツ (ドイツ語: Herzebrock-Clarholz, ドイツ語発音: [ˈhɛrt‿səbrɔk ˈklaː̯ɐhɔlt‿s] ( 音声ファイル)) は、ドイツ連邦共和国ノルトライン＝ヴェストファーレン州デトモルト行政管区のギュータースロー郡に属す町村（以下、本項では便宜上「町」と記述する）である。オストヴェストファーレン地方の西端に位置し、ミュンスターラント地方と境を接している。

## 地理

### 位置
ヘルツェブロック＝クラールホルツは、自然環境上はミュンスターラント中核部からエムスザントエーベネへの移行部にあたり、ヴェストファーレン盆地に属している。町域は高低差がほとんどなく、わずか 18 m（海抜 62 m から 80 m）しかない。
東と北東の町境は主にエムス川がこれを形成している。この川は 19世紀末以降、何段階もの直線化工事が行われ、現在は運河状の流路を呈している。この川には南西から多くの小川が流れ込んでいる。メーラー地区とクラールホルツ地区を流れるアクストバッハ川は、ベックマー・ベレゲを水源としてヴァーレンドルフ郡でエムス川に合流する。
最寄りの大きな街としては、東のギュータースロー（約 10 km）、南東のレーダ＝ヴィーデンブリュック（約 4 km）、南西のエルデ（約 10 km）、北西のヴァーレンドルフ（約 16 km）および北のハルゼヴィンケル（約 8 km）がある。大都市としては、北東にビーレフェルト（約 26 km）がある。西のミュンスター、南東のパーダーボルンはそれぞれ 40 km 以上離れている。

### 地質学

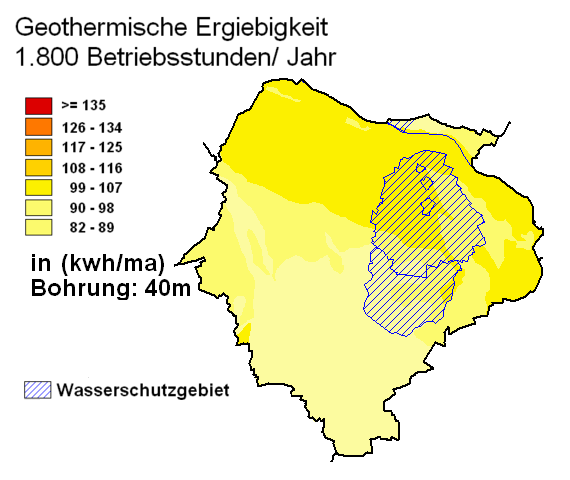
ヘルツェブロック＝クラールホルツの地熱分布図

町域の地盤の中深度層は、中生代の泥灰岩と石灰岩とで形成されている。カンパニアンの泥灰岩からなる白亜紀後期の最も新しい層は、地表にまで達している。その下に厚さ 700 m に達するサントニアンやコニアシアンの泥灰岩層と厚さ約 450 m のチューロニアンやセノマニアンの石灰岩層がある。カールスホルツの北東には地盤が脆弱な砂地の土地がある。この地域には湧出する水はほとんどなく、地中深くを地下水が流れている。
町域北部には、栄養分が乏しく乾燥しやすい土壌（ポドゾル）が広がっている。現在ではプラッゲン土壌を入れることで、収穫を改良している。深い地盤の層は、しばしば地下水の影響を受けている（グレイゾル-ポドゾル）。低地や盆地では、地表近くまで地下水が上がっており、天然の緑地が形成されていたが、排水事業によりその大部分が耕作地として利用可能となった。
町域南部は主にスタグノゾルが占めている。黄土の土壌は砂地から粘土質で、多くは密に詰まっており、湿潤と乾燥のはっきりした変化を示す。ここは主に緑地となっている。この付近の土地は北西のエムス川に向かって傾斜している。
ヘルツェブロック＝クラールホルツの町域は、地熱ゾンデによる地熱源やヒートポンプによる地熱採取については、南部は「中程度」、北部は「良好」な状態にある（右図参照） 。

### 町域の広がりと土地利用
グローセ・ラントゲマインデ（大きな田舎町）に分類されるこの町の面積は 79.28 km2 である。大部分は農耕地および森林で、合わせて約 82.8 % を占める。住宅地と交通用地は合わせて 14.0 % である。この町の南北の最大幅は 11.5 km、東西のそれは 11.6 km である。
| 土地用途別面積 | 農業用地 | 森林   | 宅地、空き地 産業用地 | 交通用地 | 水域  | スポーツ用地 および緑地 | その他 |
| -------------- | -------- | ------ | --------------------- | -------- | ----- | ----------------------- | ------ |
| 面積 (km2)     | 54.93    | 10.70  | 7.39                  | 3.72     | 1.23  | 0.63                    | 0.68   |
| 占有率         | 69.3 %   | 13.5 % | 9.3 %                 | 4.7 %    | 1.6 % | 0.8 %                   | 0.8 %  |

### 隣接する市町村
ヘルツェブロック＝クラールホルツは、北はハルゼヴィンケル、東はギュータースロー、南東はレーダ＝ヴィーデンブリュックと境を接している。これらの市はいずれもギュータースロー郡に属している。南西はエルデ、北西はベーレンに接する。この両市町村はヴァーレンドルフ郡に属す。

### 自治体の構成
基本条例 § 3 によれば、この町はヘルツェブロック地区（人口 10,271人）とクラールホルツ地区（6,221人）の 2つの地区で構成されている。これらの地区はかつて独立した町村であったが、1970年に現在の形の町になった。
この条文は、2009年12月16日に18票 (SPD、FDP, UWG, GAL) 対 17票 (CDU) で条例から削除された。しかし、2010年2月10日に再び両地区が成立した。住民請求が多数であることを町議会が認め、§ 3 が再び基本条例に書き戻されたのである。ヘルツェブロックに属す農場は、北から時計回りに、ブレーデック、クヴェーンホルン、グロッペル、ピクセル、ブロック、メーラーがある。クラールホルツには、ザムトホルツ、ズンデルン、エルカーオルト、ヘールデ、ホルツホーフが属す。現在ではそうしたことはないが、かつては、ヘルツェブロックは教会村（教区教会の聖クリスティーナ教会付近）と郵便宿駅村（連邦道 B64号線沿い）に分かれていた。

### 気候
ヘルツェブロック＝クラールホルツは、中央ヨーロッパの温帯圏に属す。冬は大西洋の影響でおおむね穏和であり、夏はかなり暑い。
亜大西洋性海洋気候であることから年間を通して湿潤で、比較的平均した降水がある。ヘルツェブロック＝クラールホルツの降水データはないので、約 12 km 離れたハルゼヴィンケル測候所の気象データが用いられる。それによれば、年間降水量は 704 mm で、ドイツ全体の平均 (700 mm) とほぼ同値である。
気温についてもヘルツェブロック＝クラールホルツのデータはなく、隣のレーダ＝ヴィーデンブリュックのデータが用いられる。2002年から2006年の平均気温は 11.1 ℃であった。

## 歴史

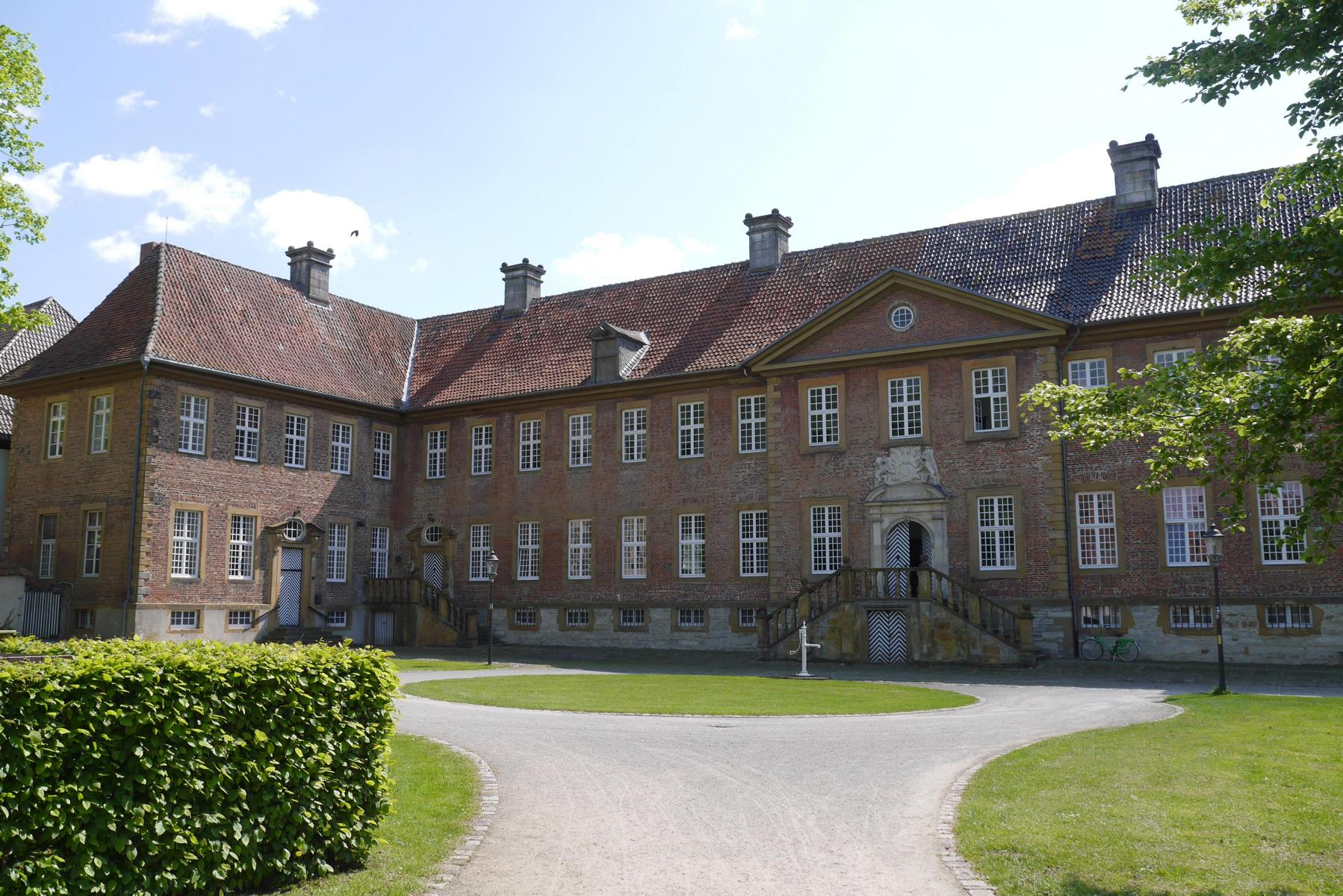
クラールホルツのプレモントレ会修道院

9世紀後半にベネディクト会のヘルツェブロック女子修道院が設立され、1133年にはプレモント会修道院が創設された。後者は元々隣村のレッテにあった同修道会の女子分院と関係していた。両修道院は隣接して広大な所領を有していた。両修道院はハルゼヴィンケルのマリエンフェルト修道院と共同でレーダ領邦内に帝国等族資格を有していた。これらの修道院は、世俗化により、1803年にベントハイム＝テックレンブルク伯モーリッツ・カジミール2世によって廃止された。修道参事会員は追放され、敷地はグラーフハウス（伯爵の館）、現在のフュルステンハウス（侯爵の館）になった。
レーダ領が陪臣化され、カントン（小郡）としてベルク大公国に編入された後、ヘルツェブロックとクラールホルツ（レッテを含む）はそれぞれ独自の村長を立てた。旧レーダ領がプロイセン王国に併合された後も、この地方行政体制は保持された。ヘルツェブロックとクラールホルツの村長管轄地区は一人の村長によって統合的に統治され、ミンデン県のヴィーデンブリュック郡に属すこととなった。1851年にこの村長管轄地区は、独立した 3町村、すなわちヘルツェブロック、クラールホルツ、レッテからなるアムト・ヘルツェブロックに統合された。
ヘルツェブロックとクラールホルツは、ミュンスターからパーダーボルンへ向かう街道沿いの交通の便が良い場所に位置し、1887年にはミュンスターからリップシュタットまでを結ぶ鉄道が開通した。こうした立地を背景に農業が主だった村に産業発展がもたらされた。カールホルツには1913年にクラースが設立され（1919年にハルゼヴィンケルに移転）、ヘルツェブロックでは1899年にミーレが創設された（1907年に本社をギュータースローに移転した）。レッテにはコルデスが創業したが、現在はミーレに吸収合併されている。これら 3社はいずれも農業機械の製造業社であった。ミーレとコルデスは洗濯機の製造も行った。ミーレが放棄した製造工場跡に、プレス、型抜き、鍛造の工場が入居した。これが現在のパウム＝クレーマー社である。また、手工業による家具工房を基盤として、1920年代以降大規模な家具産業が発達した。
国家社会主義の時代には、他のドイツ全土と同じように、ヘルツェブロックでもユダヤ人に対する組織的な疎外や迫害が行われ、ユダヤ人たちは最終的には、国外に逃亡するか、ゲットーや強制収容所に送られるかの選択肢しかなかった。合計 27人のヘルツェブロックで育った住民が国家社会主義者によって殺害された。戦後帰ってきたユダヤ人は 1家族だけであった。
難民や追放された人々が流入したことにより、カトリックが主であったこの町に 1945年以降福音主義の教会が形成され、両地区の教会堂に根を下ろした。現在ヘルツェブロックとカールホルツはレーダ福音教会の教会区の一部となっている。

### 市町村合併
ノルトライン＝ヴェストファーレン州の地域再編に伴う1969年12月4日の「ヴィーデンブリュック郡の新設およびビーレフェルト郡の分割に関する法律」により、1970年1月1日にヘルツェブロックとクラールホルツは、新たな自治体ヘルツェブロックに統合された。キルヒシュピール・エルデ（ベックム郡アムト・エルデ）の一部と、ギュータースロー市から耕牧地の一部がこの新たな自治体に編入された。アムト・ヘルツェブロックは廃止され、ヘルツェブロック、すなわち現在のヘルツェブロック＝クラールホルツがその権利の継承者となった。廃止されたこのアムトの 3つめの村レッターとクラールホルツのいくつかの耕牧地はエルデ（ベックム郡、現在はヴァーレンドルフ郡）に編入された。この編入に先立つレッターの住民投票では、78 % の多数がエルデへの合併を選択した。後のこの投票に対する異議申し立ては無効とされた。
1980年代初め以降クラールホルツ地区から、町の二極性には二重の地名がふさわしいという要求が強くなり、ノルトライン＝ヴェストファーレン州内務省は、ヘルツェブロック＝クラールホルツという町名を認可し、1985年4月26日に発効した。

## 住民

### 宗教
住民の 62.2 % の大多数がローマ＝カトリック信者である。18.3 % が福音主義信者で、残り 19.5 % がその他の宗教または無宗教である。

### 人口推移
以下の表は、ヘルツェブロック＝クラールホルツの人口推移を表している。1939年、1950年、1961年の数値は、現在の町域にあたる地域の人口である。1970年から1987年の数値は人口調査結果、1975年からの値は、州のデータ管理・統計局の研究結果である。1975年から1985年までは推定値、1990年以降は1987年の人口調査結果に基づく研究値である。
| 年              | 人口（人） |
| --------------- | ---------- |
| 1939 (5月17日)  | 6.698      |
| 1950 (9月13日)  | 9.410      |
| 1961 (6月6日)   | 10.183     |
| 1969 (12月31日) | 11.120     |
| 1970 (5月27日)  | 11.256     |
| 1974 (6月30日)  | 11.763     |
| 1975 (12月31日) | 12.054     |
| 1980 (12月31日) | 12.782     |
| 1985 (12月31日) | 12.691     |
| 1987 (5月25日)  | 12.626     |

| 年              | 人口（人） |
| --------------- | ---------- |
| 1990 (12月31日) | 13.351     |
| 1995 (12月31日) | 14.898     |
| 2000 (12月31日) | 15.795     |
| 2005 (12月31日) | 16.175     |
| 2007 (12月31日) | 16.161     |
| 2012 (12月31日) | 15.875     |

## 行政
ヘルツェブロック＝クラールホルツは、州議会選挙ではギュータースロー II 選挙区に属す。連邦議会選挙では、ギュータースロー選挙区に属す。

### 町議会
この町の町議会は 34議席からなり、これに町長が加わる。

### 首長
この町の町長はマルコ・ディートヘルム (CDU) である。彼は、町議会議員ではないが、投票権を有する町議会の議長である。2015年10月の就任時点で、彼はノルトライン＝ヴェストファーレン州で最も若い市町村長であった。

### 紋章
図柄: 銀（白）の波帯の下、緑地と銀（白）地に斜め二分割（パーティ・パー・ベンド）。緑地部分には跳躍する銀の馬。銀地部分には緑のオークの木。
解説: 1973年の自治体新設後に認可されたこの紋章は、ヘルツェブロックとクラールホルツの紋章の色と意匠を引き継いでいる。2つの意匠は地名の語源に由来する。ヘルツェブロック (Herzebrock) は Horsabruch（語源はおそらく Pferdeweide =「馬の放牧地」）、クラールホルツ (Clarholz) は Claholte および Cleholte（「粘土質土壌の森」）に由来する。波帯は、エムス川を境界とする水の豊かな地域であることを表している。

### 姉妹都市
- ル・シャンボン＝フジュロル（フランス語版、英語版）（フランス、ロワール県）1973年
- Brederwiede（現在は、オランダ、オーファーアイセル州、ステーンウェイカーラント（オランダ語版、英語版）の市区）1994年

## 文化と見所

### 建築

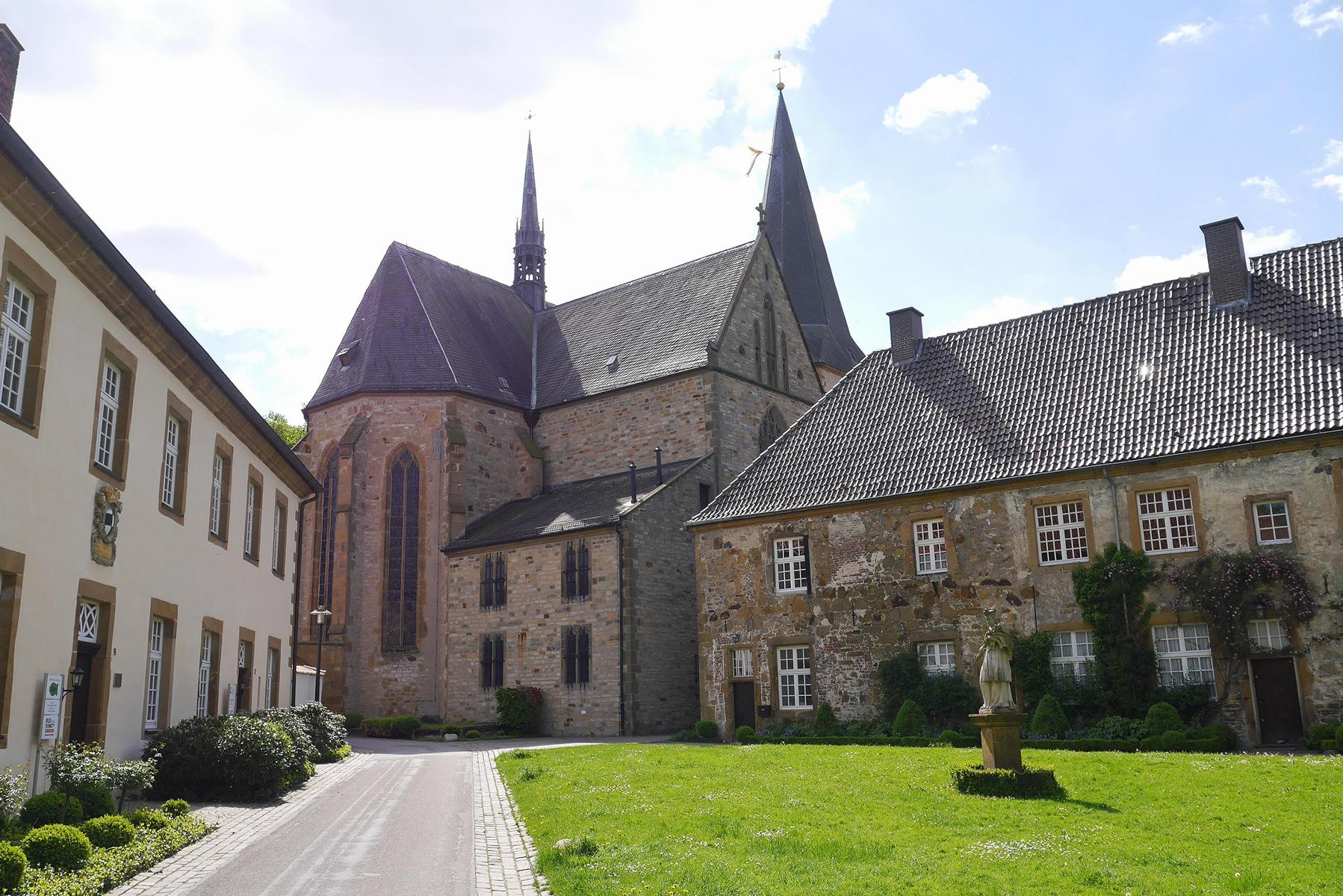
聖クリスティーナ教会とベネディクト会ヘルツェブロック女子修道院

#### ベネディクト会ヘルツェブロック女子修道院
1803年に廃止されたこの女子修道院のうち、17世紀末から18世紀初めの大規模な建造期に建てられた部分が遺されている。特筆すべきは院長室・集会室棟で、ここには修道院長の居室の他に修道女たちの寝室や食堂もある。細長い長方形の主館は突出した東翼棟を有しており、切石で建造されている。西側には古い回廊の一部が遺されている。かつての回廊中庭の西側には信徒修道女の家があり、現在は教区センターとして用いられている。東側の管理事務地域には1712年に完成した司祭館などがある。

#### 聖クリスティーナ・ヘルツェブロック教区教会
12世紀に建造されたロマネスク様式の塔に接続する形で1474年にゴシック様式の単廊式教会が建設された。この教会堂は1899/1901年にパーダーボルンの聖堂建築責任者アルノルト・ギュルデンプフェニヒの設計に基づきバシリカ教会に拡張され、翼廊が増築された。後期ゴシック期の建築では、現在の身廊と内陣が遺されている。身廊は 4間のヴォールトを有する形に拡張されたが、西側の 3間は植物文様で装飾されたネットヴォールトとなっている。修道院の世俗化以前は修道女のための 2階席が設けられていた。2階席は1901年に撤去された。祭壇、脇祭壇、講壇はヴィーデンブリュック派の彫刻家によるネオゴシック様式の作品である。

#### ローデマンの礼拝堂ヘルツェブロック
1661年、修道院事務官ハイリヒ・ローデマンは旧ポスト通りに正方形の平面図を持つバロック様式の礼拝堂を建設した。この礼拝堂はヘルツェブロック病院の完成後東に拡張され、病院と接続して病院礼拝堂として用いられた。

#### ヘルツェブロックの教会広場
密集しているキルヒプラッツ（教会広場）を囲む建物は多くが17世紀から19世紀に建てられた木組み建築であるが、その一部は漆喰塗りやスレート張りに改築されている。特に重要なのはアム・キルヒプラッツ 13番地である。この2階建ての建物は上階が持ち送りからせり出しており、1979年に完全に修復がなされた。

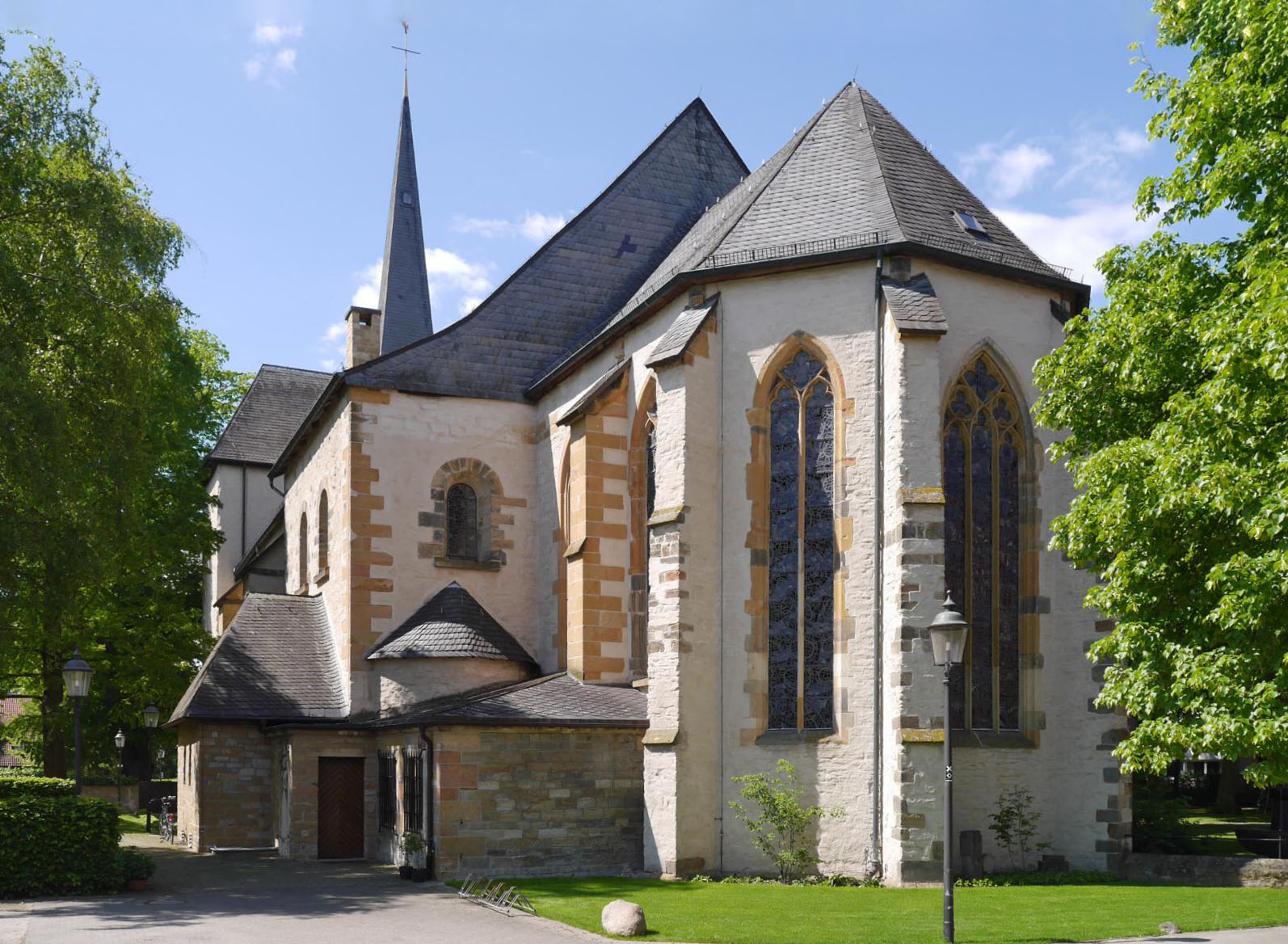
聖ラウレンティウス教会

#### 聖ラウレンティウス・クラールホルツ教区教会
円形アーチ状の入口を持つロマネスク様式の西梁は元々バシリカ教会に取り付けられていたものである。このバシリカ教会からアプスと側廊が遺されている。このロマネスク教会は14世紀にゴシック様式のハレンキルヒェに改築され、新たな内陣が設けられるなどの拡張がなされた。建物以外では、バウムベルク砂岩製の後期ロマネスク様式の磔刑群像が優れている。内装ではヴォールトの壁画が特筆に値する。それは修道院教会や教区教会の一部に見ることができる。保存されている長堂のヴォールトの色彩は比較的単純であるが、専ら修道院の集会所として利用されていた内陣や翼廊には豊かな彩色がなされている。南翼廊の豊かな動物の象徴的記号は特筆に値する。

#### プレモントレ会クラールホルツ修道院
修道院時代の最も重要な痕跡が1705年から1707年に修道院長代理エルベルト・フォン・キュッケルスハイムの庇護下で、リップシュタットの建築家ニコラウス・ヴルムシュティヒによって建設された修道院長代理の館である。漆喰塗りの装飾を施した地階の上にレンガ造りの上階をいただいている。窓の内側面の砂岩や角石が壁の赤と対照を成している。中央の 3本の窓軸がリザリート風に突き出しており、三角形の破風をいただいている。屋外階段を通って、修道院長への謁見に用いられていたことが記録されたバロック様式の建物に入るための装飾豊かな玄関に至った。
教区教会の南にかつて集会所に使われていた建物があり、現在は教区センターとして利用されている。郷土史料に記録が遺る管理棟の建物や十分の一税倉庫も遺されている。

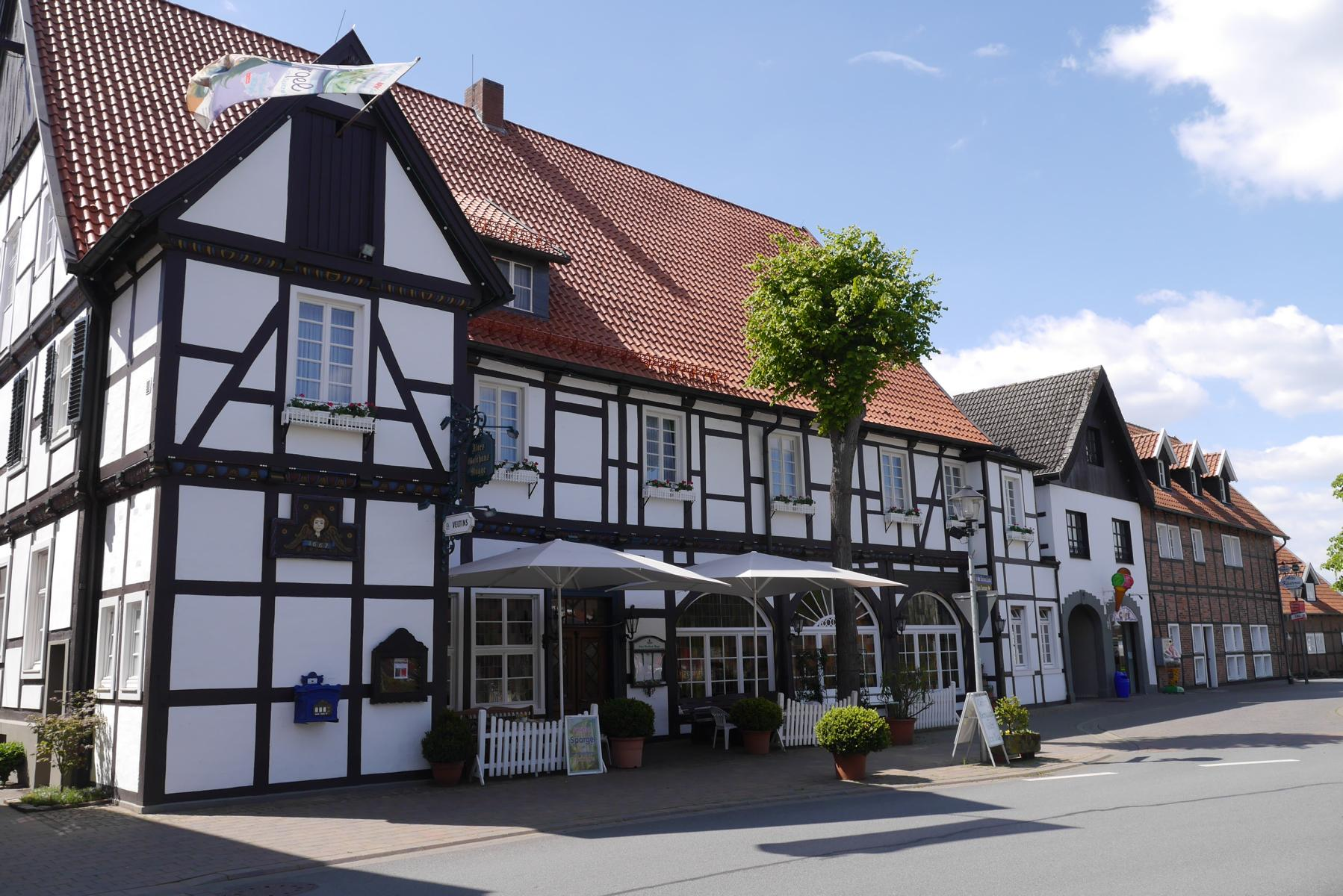
クラールホルツの旅館 ルッゲ

#### クラールホルツの教会広場
キルヒプラッツ（教会広場）付近には、古い住居が何棟か遺っている。1667年建造の豪華な木組み建築である「旅館 ルッゲ」や文化財として保護されているギルトマイスター＝サムソン邸などがその例である。後者は二連の屋外階段を有しており、1843年に建築家コンラート・ニーマンによって簡素な古典主義建築として建設された。この建物はクラールホルツ修道院の建築群に含まれており、連邦道 B64号線（ヴィーデンブリュック - ミュンスター）に直接面している。当時の調度の一部が現存している。サムソン邸のギャラリー室では芸術家集団「グルッペ 13」の常設展示と特別展示部門がある。

#### メーラー城
11世紀に初めて記録されたメーラー集落は、18世紀初めにケッテラー男爵の所領となった。1710年から1715年にかけて、おそらく先行する建物があった場所に、2つの翼棟を持つルネサンス様式の貴族邸を建設した。典型的なヴェストファーレンの領主館のうち現在は主棟のみが遺されている。2つの翼棟は取り壊された。この城館は個人の所有であり、自由に立ち入ることは出来ない。
- ベネディクト会ヘルツェブロック女子修道院の集会所と寝室棟
- 聖クリスティーナ教区教会の身廊のヴォールト
- 聖クリスティーナ教区教会の主祭壇
- ヘルツェブロックのアム・キルヒプラッツ 13番地
- クラールホルツ修道院の入口
- クラールホルツ修道院の旧納屋
- クラールホルツのサムソン邸
- メーラー城

### 演劇
ヘルツェブロック＝クラールホルツでは定期的な演劇上演はなされていない。学校上演のような不定期の上演にはボーラントシューレの講堂が使われる。

### 博物館・美術館
ベネディクト会ヘルツェブロック女子修道院の院長室・集会室棟に、ヘルツェブロック郷土教会が運営するヘルツェブロック郷土室がある。展示されているのは修道院の歴史や、村の農業、工業、手工業の歴史に関する品物である。
クラールホルツ修道院長代理の「ケルネライ」（給仕室）には、2007年から2008年10月まで「ムゼウム・イン・デア・ケルネライ」が入居していた。ここには南アメリカのクスコ美術学校の18枚の絵画が展示されていた。

### 音楽
町内には 15の音楽・合唱団体がある。
ギュータースロー郡の音楽学校は、ヘルツェブロック＝クラールホルツで指導を行っている。

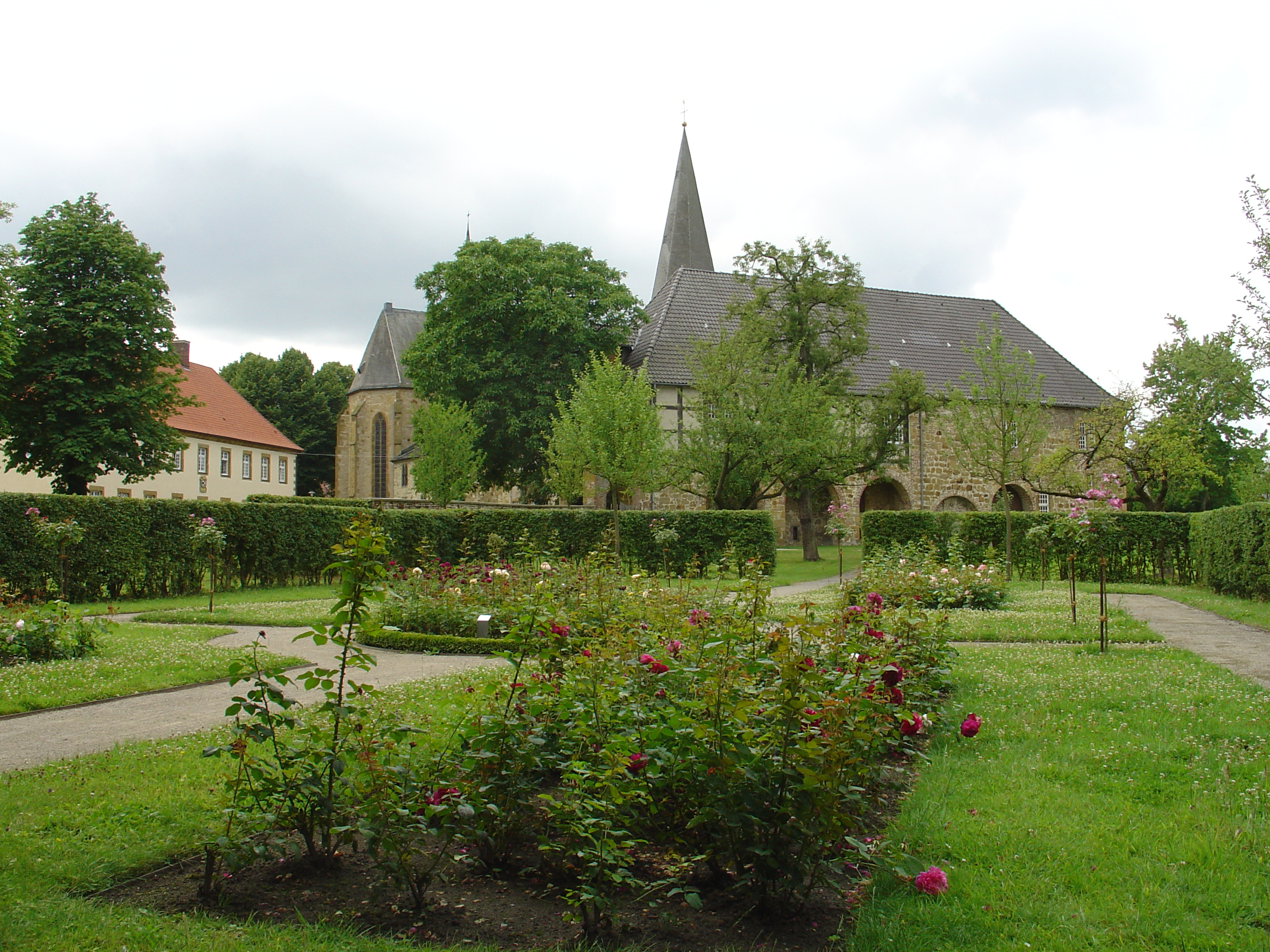
ヘルツェブロック修道院の庭園

### 公園
ヘルツェブロックとクラールホルツの両修道院は、世俗化前は広大な庭園に囲まれていた。修道院生活で必要な果実などを栽培する実用園と修道士の保養のための観賞用庭園からなっていた。2000年以降、両庭園はバロック庭園に新たに造り直され、修道院の建物が昔からその環境の中にあったかのような印象を与えている。クラールホルツの修道院庭園は約 5 ha、ヘルツェブロックの修道院庭園は約 3.8 ha の広さがある。この外部施設には一般の立ち入りが許されている。
メーラー城には広さ約 3.5 ha の修復されたバロック庭園がある。外からの見学は可能だが、庭園内への立ち入りは予め申込が必要である。

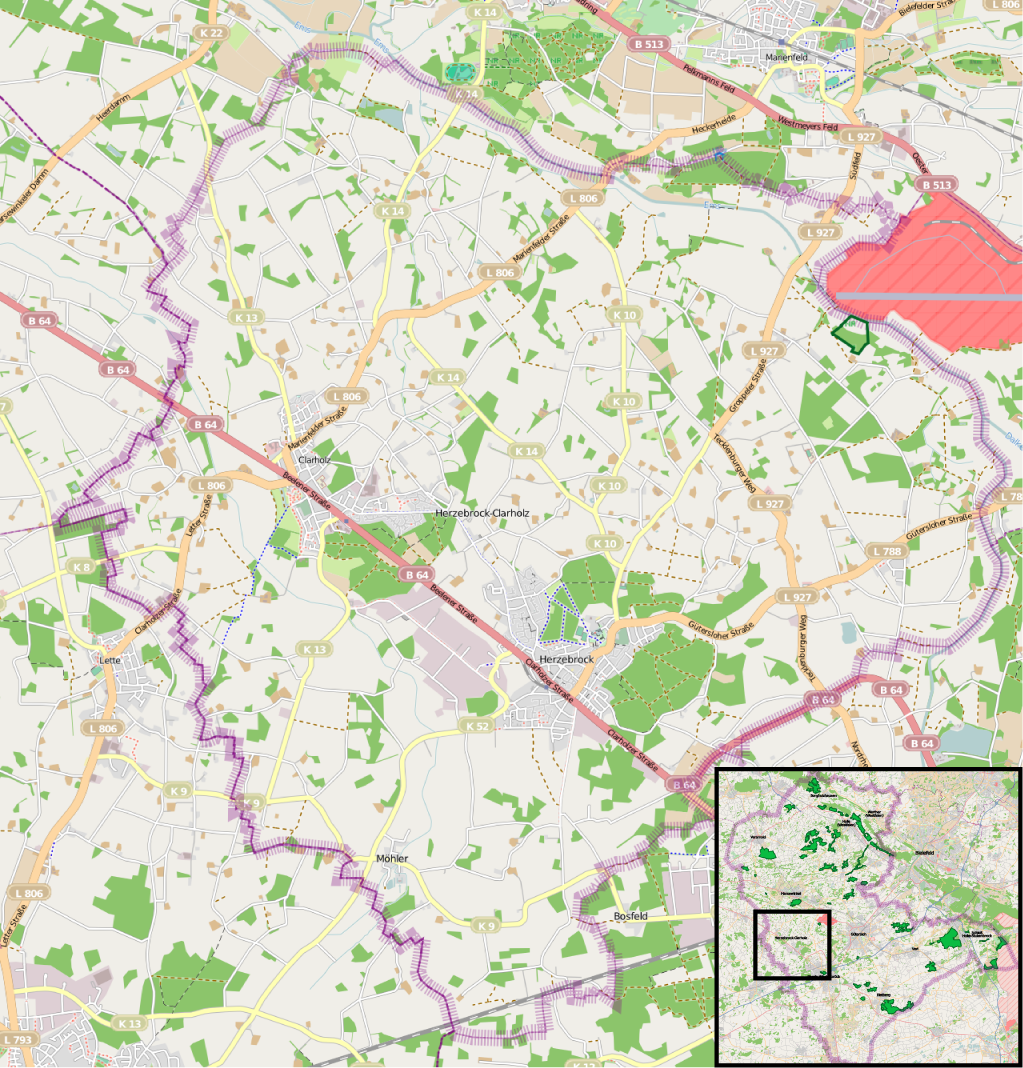
北東部の飛行場に接する濃緑の線で囲まれているのがメルシュ自然保護区

### 自然文化財
ヘルツェブロック＝クラールホルツには、メルシュ自然保護区がある。全町域面積の 0.09 % が自然保護区にあたる。
クラールホルツのホルツホーフ通り沿いに6本の保護指定されたプラタナスがある。

### スポーツ

#### クラブ
町内には、様々なスポーツ種目を有する大きなスポーツクラブが 2つある。ヘルツェブロッカー・シュポルト＝フェラインと T.S.V. ヴィクトリア・クラールホルツであり。これらより小さなクラブとして DJK アイントラハト・クヴェーンホルンがある。この他にテニスクラブの TC イン・ヘルツェブロックがある。

#### スケートパーク
1999年初め、実科・本課程学校の敷地内にスケートパークが建設された。この施設は利益共同体ロルシュポルト 4 & 8（4はスケートボード、8はインラインスケートを意味する）や数人のボラティア協力者によって技術的に支援されている。様々な要望に応えて、このスケートパークは近年全面的に改造された。

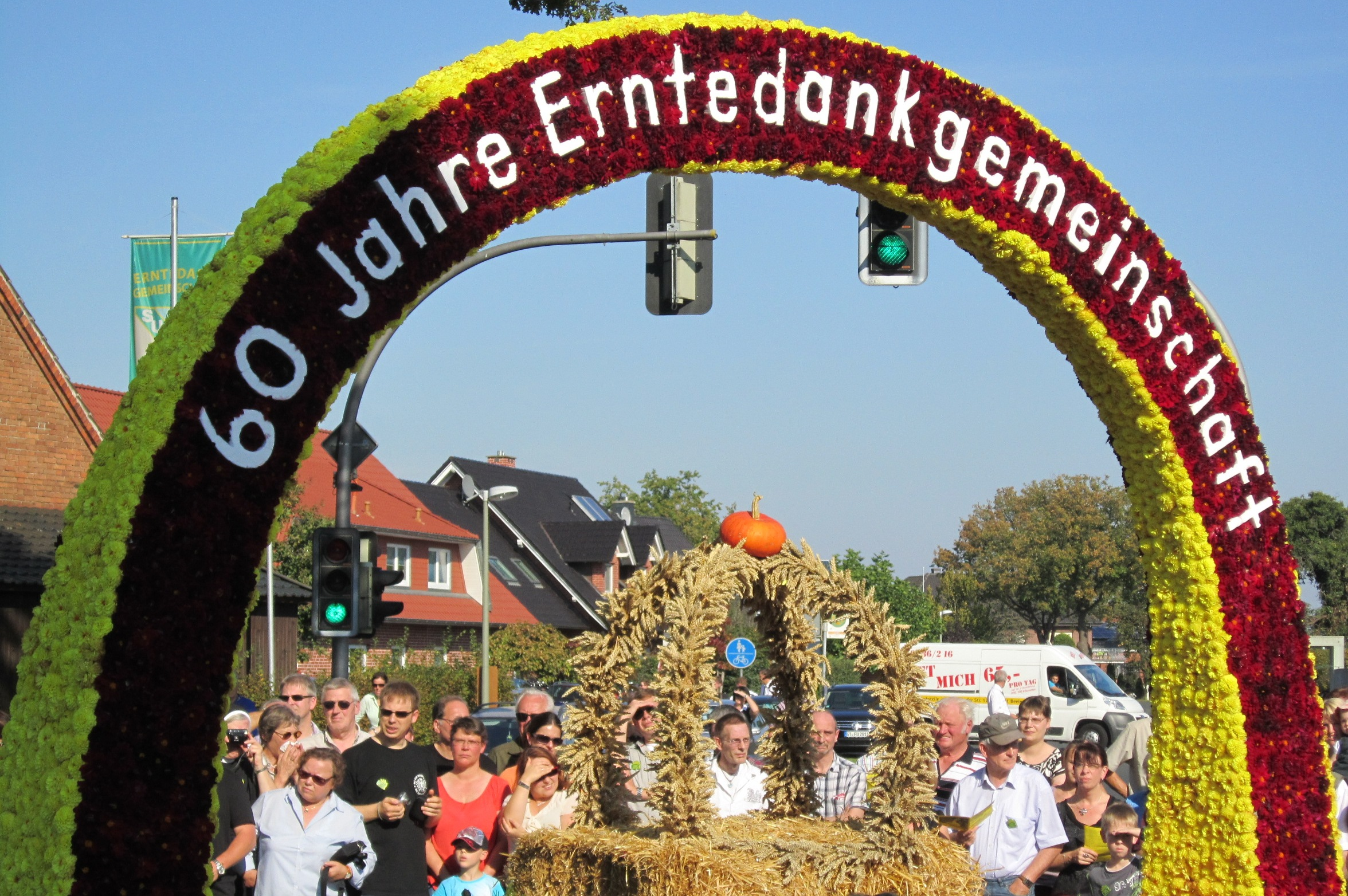
2011年のクラールホルツ収穫祭

### 年中行事
ヘールデの聖フーベルトゥス射撃兄弟団は、8月の最終週末に射撃祭を祝っている。9月にはヘルツェブロックのシティーフェスト、8月にはクラールホルツのラウレンティウス教会祭が開催される。
収穫感謝の日には毎年クラールホルツで収穫感謝パレードが行われる。「クラールホルツ＝ズンデルン収穫感謝組織」は、このパレードをドイツ最大の収穫感謝パレードにしようとしている。
アドヴェントの週末には、ヘルツェブロックの教会広場周辺でクリスマスマーケットが開催される。

### 名物料理・食材
1911年から石窯で焼かれている製パン店「ローマン」のプンパーニッケルは町外でも広く人気である。このパン屋は、他地域からの注文発送にも応じている。

## 経済と社会資本

### 交通
かつてミュンスターとパーダーボルンとを結ぶ郵便馬車路線がクラールホルツとヘルツェブロックを通っていた。この 2つの司教座都市を結ぶ古い街道は、19世紀後半に幹線道路に拡張された。現在でも連邦道 B64号線としてこの町のメインストリートとなっている。アウトバーン A2号線は、「ヘルツェブロック＝クラールホルツ」インターチェンジまたは「レーダ＝ヴィーデンブリュック」インターチェンジを経由して数分で利用することが可能である。

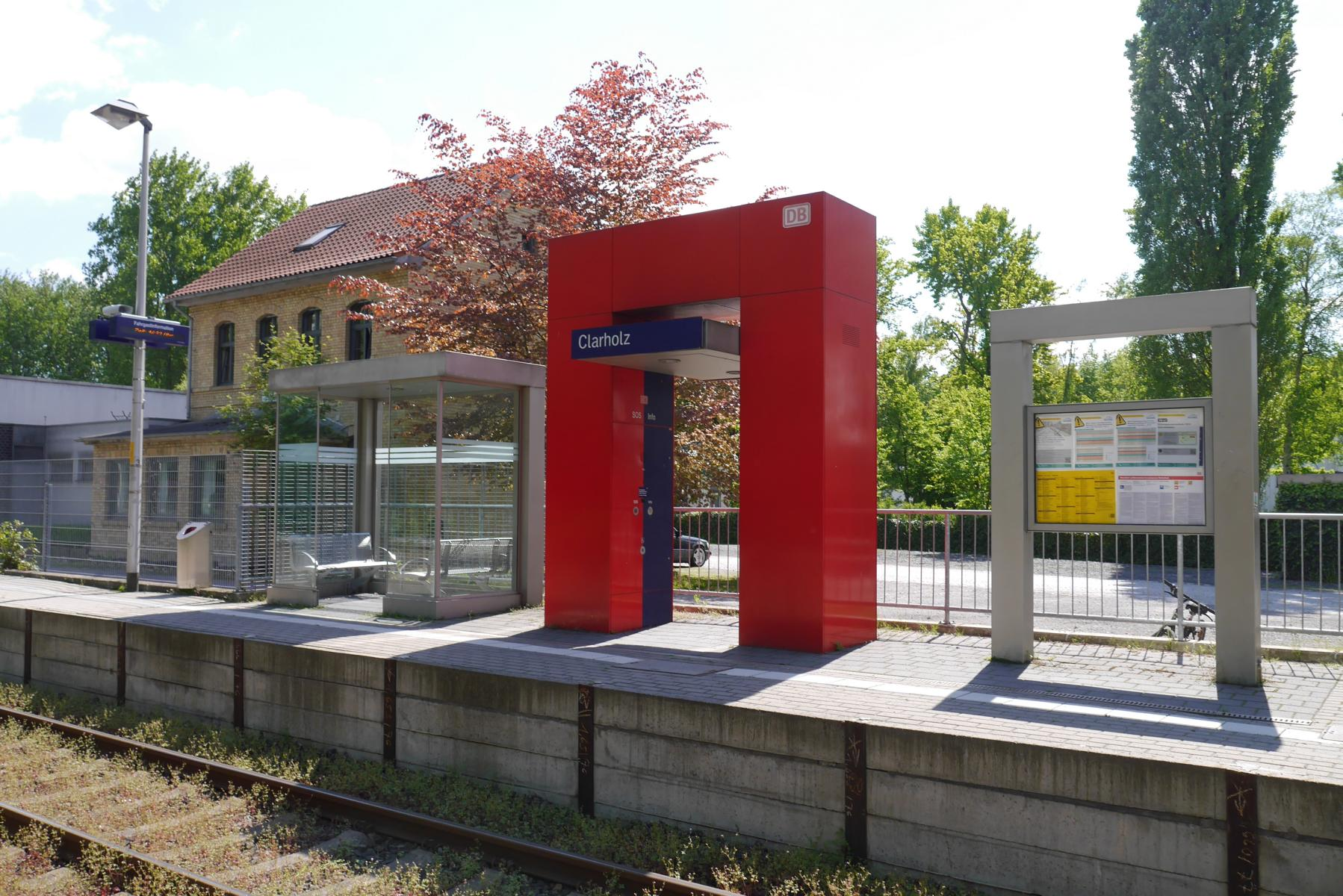
クラールホルツ駅

1887年にこの幹線道路と並行して鉄道ミュンスター - レーダ＝ヴィーデンブリュック - リップシュタット線が開通した。このうちレーダ＝ヴィーデンブリュックとリップシュタットの路線区間はほとんど撤去された。現在の連邦道と直接面して完全に並行に鉄道路線が集落を貫くのはクラールホルツのこの区間だけである。こうした路線はドイツ全土でも、皆無ではないが、珍しい。旅客鉄道は現在、ヴァーレンドルファー鉄道の路線上、ミュンスターとビーレフェルトとを結び、ヘルツェブロックとクラールホルツに停車する列車が 1時間間隔でオイロバーンによって運行されている。かつて運行されていた乗り合いバスのミュンスター - リップシュタット線も、多くの路線に分割されている。地方バスはヘルツェブロックおよびクラールホルツと隣町のヴァーレンドルフ、ギュータースロー、エルデとを結んでいる。
ヘルツェブロック＝クラールホルツは 3つの地方空港の分岐点に位置している。パーダーボルン/リップシュタット空港まで約 50 km、ミュンスター/オスナブリュック空港まで約 60 km、ドルトムント空港まで約 68 km である。
ヘルツェブロック＝クラールホルツでは、他のミュンスターラント地方の町と同様に、伝統的に多くの自転車が走っている。このため、自転車向けに良く整備された農道・産業道路が多くあり、「ペトケス」と呼ばれている。町の北部を、エムス川の源流から河口までをたどるエムス自転車道が通っている。

### 地元企業

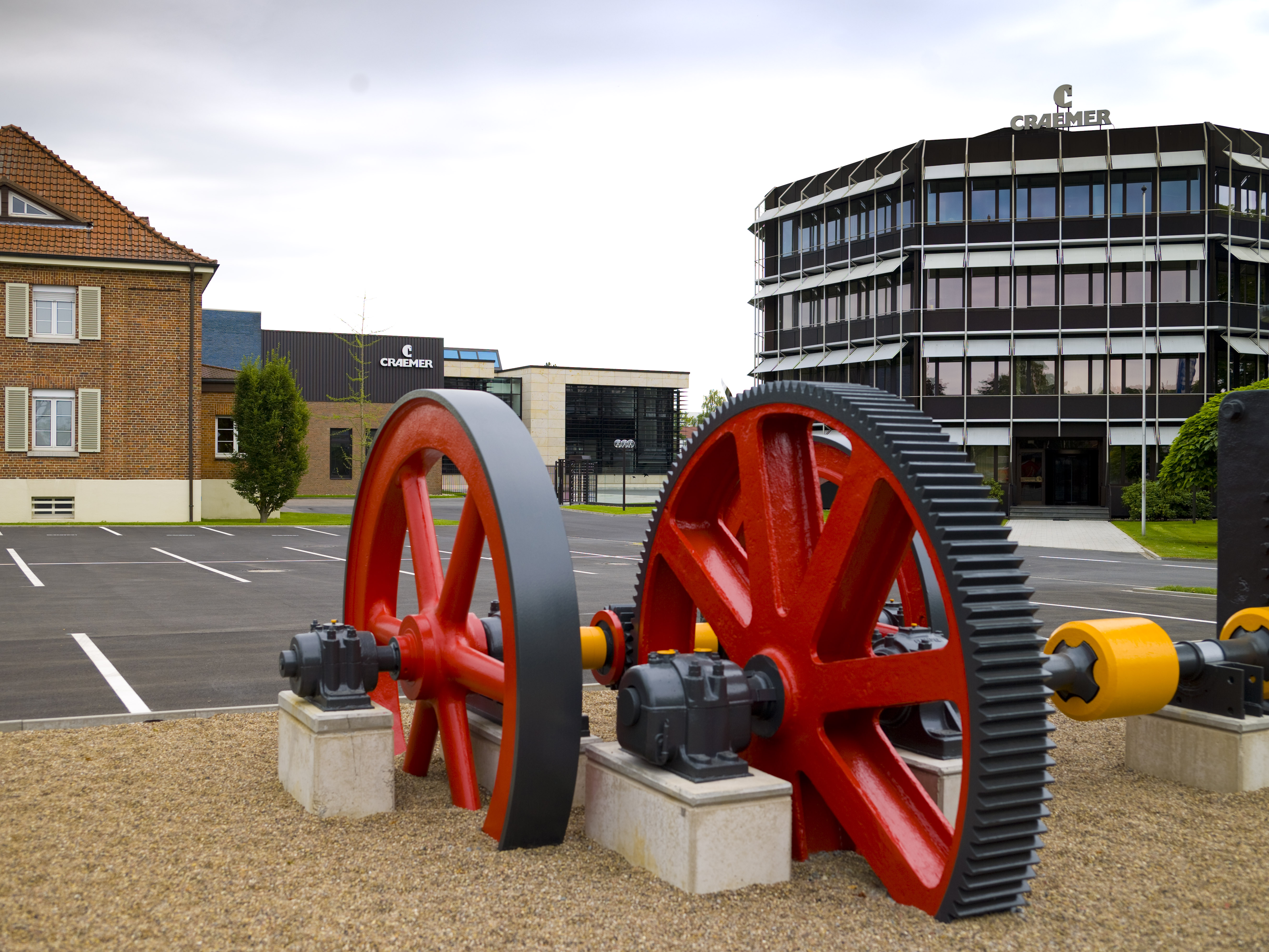
クレーマー・グループ本社

この町最大の雇用主が、世界中に1,000人以上の従業員を擁する（2010年現在）照明およびセンサー製造業者のシュタイネル・グループである。この企業グループはこの町に本社を置いており、工場もこの町にある。600人以上が働く金属加工・合成樹脂加工業者クレーマー・グループもこの町に本社を構えている。アルヴァートの多くの部門がこの町にある。さらにヴェーケ・ボールシステーメ（ホマーク・グループ）、リュベリング・グループ、リッペルト設備技術、ディッセルカンプ寝室システム、アデコ扉鏡板技術もこの町に立地している。
元々ヘルツェブロック＝クラールホルツにあった 2つの世界企業ミーレとクラースは後にギュータースローおよびハルゼヴィンケルに移転した。テンニースは町内に工場を有しているが、はるかに大きな工場がレーダ＝ヴィーデンブリュックにある。
現在ヘルツェブロック＝クラールホルツは中小企業が主である。家具産業と食肉加工業の企業が伝統的に高い比率を占めている。しかし、金属加工業や合成樹脂加工業、電子技術分野の企業がこの町の経済における重要性を次第に高めている。
かつて独立した存在であったクラールホルツ国民銀行は、現在はハルゼヴィンケルに本社を持つオストミュンスターラント国民銀行傘下にある。ヘルツェブロックの国民銀行は、ビーレフェルト＝ギュータースロー国民銀行に属している。
6,380人のヘルツェブロック＝クラールホルツの社会保険支払い義務のある労働者のうち、0.9 % が第一次産業（農業）、58.5 % が第二次産業（加工業）、40.6 % が第三次産業（サービス業など）に従事している（2014年6月30日現在）。
エルデ市およびレーダ＝ヴィーデンブリュック市との町境付近、アウトバーンA2号線沿いに市町村境をまたぐ産業地域が設けられている。この産業地域は「アウレア－A-2経済センター」と名付けられている。ヘルツェブロック＝クラールホルツ、エルデ、レーダ＝ヴィーデンブリュック、あわせて約 150 ha の産業地域である。この産業地域のために、アウトバーンに「ヘルツェブロック＝クラールホルツ」インターチェンジが2008年9月に完成し、交通に供された。

### メディア

#### 印刷媒体
ヘルツェブロック＝クラールホルツはその地理上の位置のため、3つの日刊紙が刊行されている。月曜日から土曜日まで毎日、地域面を有する「ノイエ・ヴェストフェーリシェ」と「ヴェスファーレン＝ブラット」のローカル版が刊行されている。両紙とも、ローカル記事板以外の一般記事はビーレフェルトにあるそれぞれの編集局で制作されている。同じくローカル面を持ち月曜日から土曜日まで毎日刊行されているのが隣町エルデの「ディー・グロッケ」である。
また、ヘルツェブロック＝クラールホルツ産業組合は毎月、小冊子「マルクト・ウント・ゲマインデ」（市場と組織）を刊行している。

#### ラジオとテレビ
ヘルツェブロック＝クラールホルツは、西部ドイツ放送 (WDR) のビーレフェルト地方スタジオとローカル・ラジオとして報道を行っているラジオ・ギュータースローの放送サービス・エリアに属している。

### 公共機関

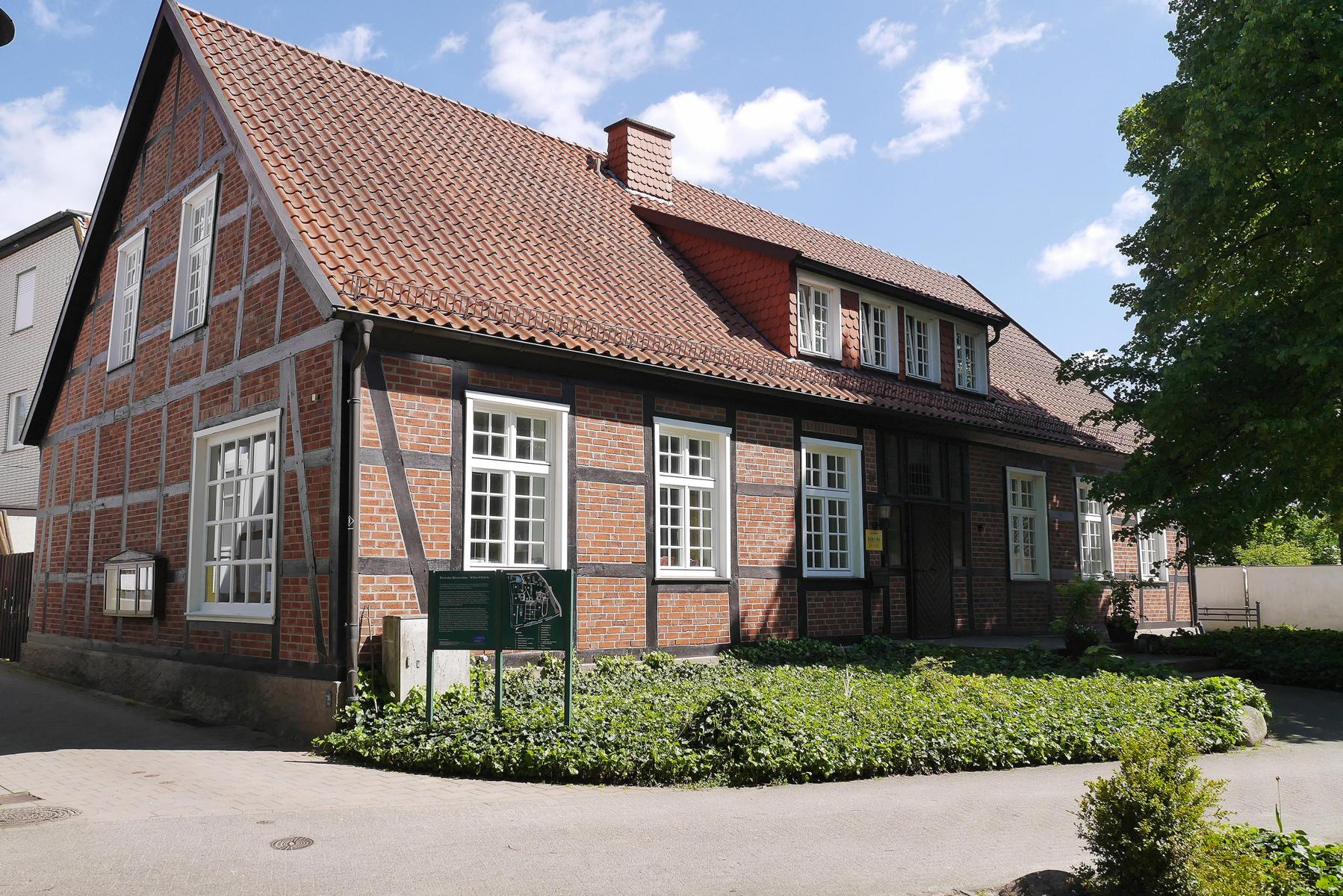
クラールホルツの聖ラウレンティウス教区図書館

ヘルツェブロックとクラールホルツに屋内プールがある。ヘルツェブロックではレジャーとしての水泳を楽しむことができ、長さ 83 m のウォータースライダーがある。一方、クラールホルツのプールはもっぱら学校スポーツおよびクラブ・スポーツに用いられている。
レッケンベルク＝エムス市民大学は幅広い成人教育の場となっている。
若者には、青年の家 ペンタゴン、青年余暇施設 聖クリスティーナ、青年の家 クライン・ボーヌムの 3つの青年の家がある。さらに福音主義教会組織の青年向けイベントでは様々な企画がなされている。
ヘルツェブロック＝クラールホルツには病院がなく、周辺市町村の施設を利用しなければならない。

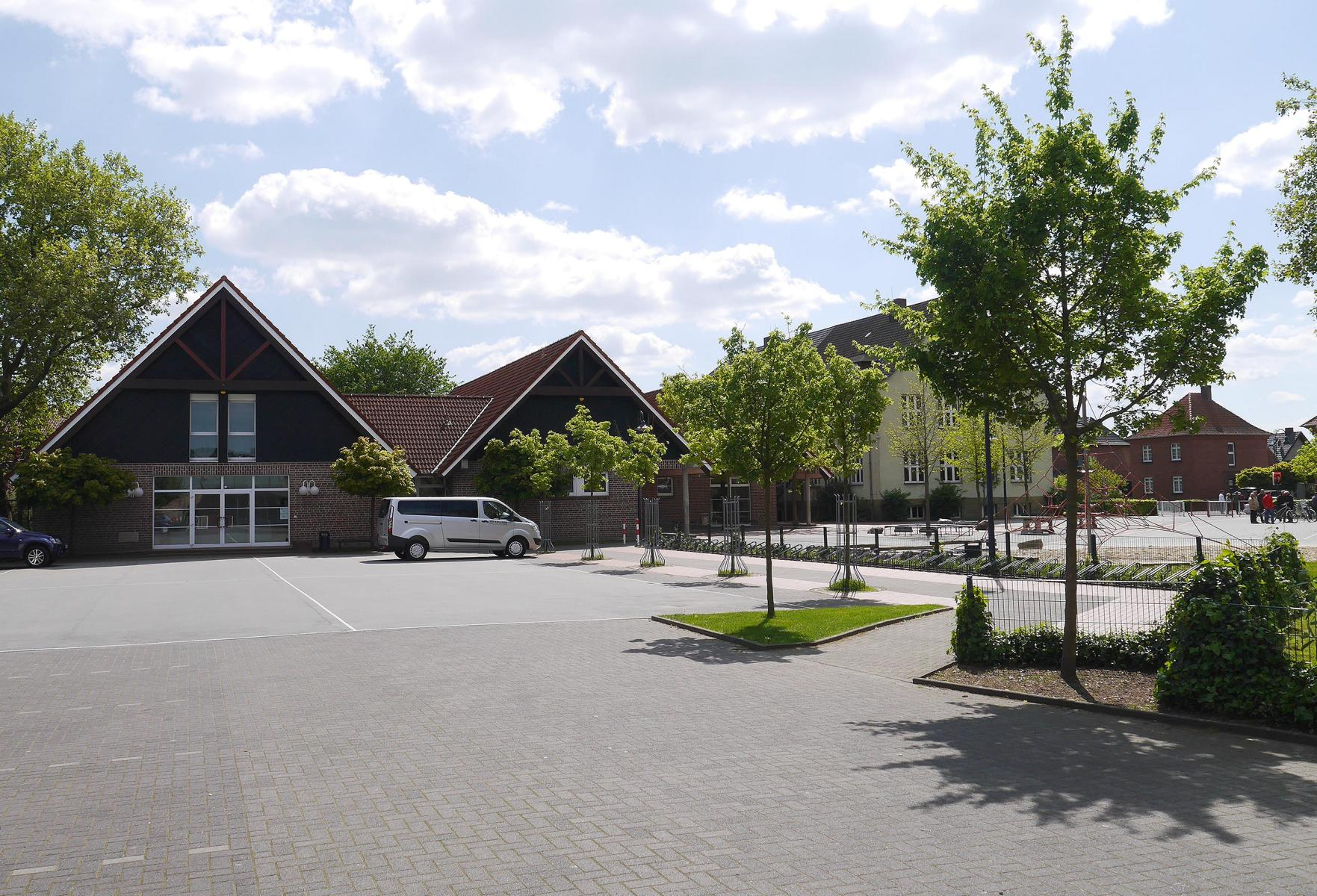
ヘルツェブロックのヨーゼフシューレ

ヘルツェブロックでは福音主義教会組織が、クラールホルツではカトリックの聖ラウレンティウス教会組織がそれぞれ公共の図書館を運営している。本課程・実科学校には学校図書館がある。
ヘルツェブロック＝クラールホルツ消防団は、4つの消防隊を有しており、クラールホルツ、ヘルツェブロック、メーラー、クヴェーンホルンの各地区に配置されている。また青年消防団も存在する。

### 教育
この町には 3校の基礎課程学校と 1校の本課程・実科学校、1校の総合学校がある。これより上級の学校は、この町を出て、周辺市町村の学校へ行く必要がある。ギムナジウムはレーダ＝ヴィーデンブリュックとハルゼヴィンケルの学校を利用する。
2014年現在、この町の学校は、96人の教職員と合計 1,372人の児童・生徒を擁している。児童・生徒のうち 633人が基礎課程学校、114人が本課程学校、211人が実科学校、414人が総合学校に籍を置いている。
1970年代にノルトライン＝ヴェストファーレン州の市民大学が創設された時期から、この町はレーダ＝ヴィーデンブリュック、リートベルク、ヘルツェブロック＝クラールホルツおよびランゲンベルク目的自治体連合が運営するレッケンベルク＝エムス市民大学の共同設立自治体となっている。

## 人物

### 出身者
- カスパー・フォン・ツームブッシュ（ドイツ語版、英語版）（1830年 - 1915年）彫刻家

### ゆかりの人物
- ディアーナ・アムフト（ドイツ語版、英語版）（1975年 - ）女優、ヘルツェブロック＝クラールホルツで育った

### 訳注
1. ↑  エムス川沿いの砂の平地。東ミュンスターラントとも呼ばれる。